# عبد الرحمن صويص
(عبد الرحمن محمد صويص) ضابط مظلي برتبة عقيد في القوات الخاصة السورية ، منشق عن قوات النظام السوري، ومعتقل سابق في سجن صيدنايا منذ عام 1999، خرج من السجن عام 2011 والتحق في صفوف الثورة السورية ، وتولى القيادة العسكرية للواء الحق في حمص، وهو أمين سر مجلس القيادة العليا لهيئة أركان الجيش الحر. توفي في السويد سنة 2021 في شهر حزيران بعد معاناة مع مرض السرطان.

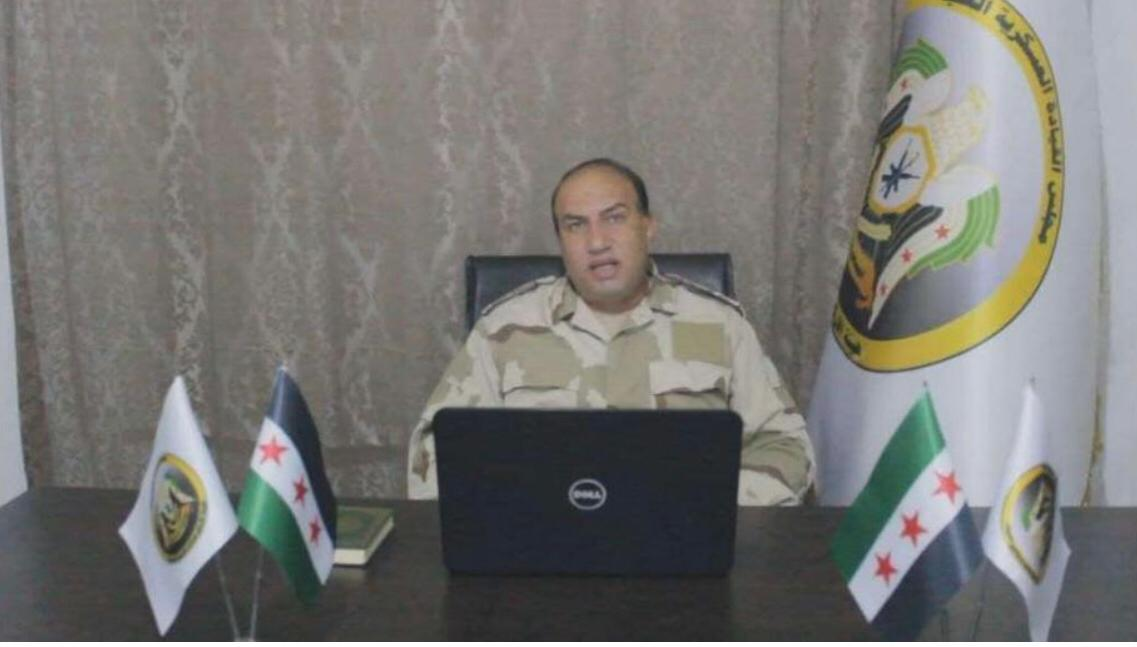
العقيد عبدالرحمن محمد صويص
المهنة : قيادي في الجيش السوري الحر
الميلاد :1967 حمص حي باب السباع
الوفاة: 2021 غوتنبرغ السويد
سبب الوفاة: مرض السرطان'مدير: معبر باب الهوى الحدودي
قائد: لواء الحق العسكري
في المنصب :' 2011 - 2015
الجنسية : سوريالديانة : الإسلام
الحزب : الجيش السوري الحر- المجلس العسكري الأعلى سوريا
المعارك والحرب : الحرب الأهليه السوريه

## حياته في صُفوفالجيش السوري
التحق العقيد عبدالرحمن صويص عندما كان عمره 19 عاماً في الكلية الحربية السورية، وتخرج برتبة ملازم من الكلية الحربية في حمص ، إلى حين إعتقاله بسبب نشاطه السياسي ضد النظام السوري بتاريخ 1999-12-17 على إثر محاولة الإنقلاب على الرئيس السوري حافظ الأسد.

## سجن صيدنايا
عانى العقيد عبد الرحمن في سجن صيدنايا مايقارب 12عام ثم خرج في بداية الثورة السورية ومع قيام التظاهرات في كافة المدن السورية أراد النظام السوري إصدار عفو عن بعض السياسين وإستعادة عدد من الضباط الذين قضو في سجونه إلى هيكلة الجيش السوري التي كانت تعاني من انشقاقات حيث بدأت في صفوف ضباط الجيش السوري.

## الانشقاق وما بعده
خرج العقيد من سجن صيدنايا عام 2011 حيث كانت هي مرحلة إنشقاقه عن قوات النظام السوري وتوجه إلى مسقط رأسه في مدينة حمص السورية ومن حيث كانت بداية إعلانه تشكيل فصيل عسكري مقاتل يحمي المدنين العزل ضد قوات النظام السوري شكل مع رفاقه لواء الحق العسكري في حمص و بات العقيد القائد العسكري للواء. في عام 2012 بدأ القصف العنيف على المدينة مما إضطر للخروج من حمص إلى الشمال السوري.
حيث تابع العقيد العمل العسكري بإنشاء لواء النخبة كان له وجود شرس في معارك ضد النظام ومن ثم أصبح في إنتخابات بين الفصائل المقاتلة تم ترشيح العقيد عبد الرحمن ومنحه الثقة لإدارة معبر باب الهوى الحدودي مع تركيا.
نجا من عدة محاولات فاشلة من عدة أطراف ونتظيمات إرهابية في المعبر في عام 2013.
ومع تشكيل المجلس العسكري الأعلى عين العقيد أمين سر المجلس.

## معاناته معمرض السرطان
عانى العقيد من تعذيب وحشي ممنهج في سجن صيدنايا مما أدى إلى تعرضه لأمراض عديدة منها مرض السرطان حيث سافر إلى السويد لتلقي العلاج في أواخر 2016 ومكث فيها أربع سنوات ثم وافته المنيه في مدينة غوتنبرغ عام 2021 , بعد صراع طويل مع المرض.